# Pomerania (miesięcznik)
Pomerania – miesięcznik społeczno-kulturalny wydawany od 1963 r. przez Zrzeszenie Kaszubsko-Pomorskie.

## Historia
Po zawieszeniu w końcu 1961 r. dwutygodnika Kaszëbë Zrzeszenie Kaszubsko-Pomorskie nie wyzbyło się ambicji prowadzenia własnego pisma. W początkach 1963 roku ukazał się pierwszy numer Biuletynu Zrzeszenia Kaszubskiego, pod redakcją I. Trojanowskiej, w nakładzie 300 egzemplarzy. Pismo ukazywało się nieregularnie, w 1963 r. były to tylko trzy numery. Po roku przerwy Biuletyn przejął Wojciech Kiedrowski, zmieniając jednocześnie nazwę na Biuletyn Zrzeszenia Kaszubsko-Pomorskiego. Pismo zaczęło wychodzić w miarę regularnie, zaś dzięki usilnym staraniom udało się stopniowo zwiększać jego nakład do 1500 szt. w 1967 r. W 1969 roku nowym naczelnym został Stanisław Pestka, który zmienił ostatecznie jego nazwę na Pomeranię, która w odczuciu redakcji lepiej oddawała ambicje pisma.
Do dziś jest to opiniotwórcze pismo pomorskie ukazujące się w przeszłości ze zmienną częstotliwością, obecnie miesięcznik. Na jego łamach ukazują się artykuły programowe, historyczne, społeczne i edukacyjne dotyczące szeroko pojętych spraw kaszubskich w języku polskim oraz kaszubskim.
Od roku 2006 co trzy miesiące do pisma dołączany jest kaszubskojęzyczny darmowy dodatek literacki „Stegna” redagowany przez Dariusza Majkowskiego.
Siedziba redakcji mieści się w Gdańsku przy ul. Straganiarskiej 20-21. Obowiązki redaktora naczelnego od stycznia 2017 roku pełni Sławomir Lewandowski. W skład redakcji wchodzą: Dariusz Majkowski (zastępca red. nacz. – do grudnia 2016 red. nacz.), Bogumiła Cirocka, Aleksandra Dzięcielska-Jasnoch (Najô Ùczba), Ludmiła Kucharska, Krystyna Sulicka oraz Ka Leszczyńska (redaktorka techniczna).
Znaczna większość numerów archiwalnych Pomeranii została poddana digitalizacji. Zeskanowane dokumenty dostępne są w Bałtyckiej Bibliotece Cyfrowej.
W 2014 za wieloletnie efektywne promowanie na wysokim poziomie edytorskim kultury kaszubsko-pomorskiej, niezmiernie ważnej dla umacniania tożsamości regionu, a także tradycji historycznych Gdańska i Pomorza czasopismo zostało uhonorowane Medalem Księcia Mściwoja II.

## Redaktorzy
Na łamach pisma publikują/publikowali m.in.:
- Jerzy Dąbrowa-Januszewski - felieton z cyklu „Z westnëch merków"
- Andrzej Grzyb - felieton z cyklu „Ogród nieplewiony"
- Tomasz Żuroch-Piechowski - felieton z cyklu „Myśleć samemu"
- Kazimierz Ostrowski - felieton z cyklu „Z południa” (Kaszub)
- Roman Drzeżdżon - felieton z cyklu „Z bùtna"
- Tomasz Fopke - felieton z cyklu „Sëchim pãkã ùszłé"

Redaktorzy naczelni od początku istnienia pisma:
- Izabella Trojanowska
- Wojciech Kiedrowski
- Stanisław Pestka
- Cezary Obracht-Prondzyński
- Edmund Szczesiak
- Artur Jabłoński
- Iwona Joć
- Edmund Szczesiak
- Dariusz Majkowski
- Sławomir Lewandowski